# In My Feelings
«In My Feelings» — песня, записанная канадским певцом и композитором Дрейком с его пятого студийного альбома Scorpion, вышедшая 10 июля 2018 года. Дополнительный вокал от City Girls. На вторую неделю после дебюта песня заняла позицию № 1 в американском хит-параде Billboard Hot 100, сместив его же сингл «Nice for What» и став 6-м чарттоппером исполнителя в США. Она также сразу возглавила британский чарт UK Singles Chart, став его третьим чарттоппером 2018 года.

## История
«In My Feelings» сочетает музыкальные стили хип-хоп и bounce, что напоминает предыдущий сингл Дрейка «Nice for What». Сначала многие думали, что эта песня была о канадской певице и актрисе Кешие Чанте, первой подруге Дрейка и друга детства.
Однако потом было подтверждено, что на самом деле это была Кьяна Барбер, жительница Окленда, Калифорния.
Дрейк также ссылается на Дженнифер Лопес («Дженни», с которой он недолго встречался в 2016 году) и City Girls, состоящей из Yung Miami («Resha») и JT. City Girls также предоставляют новый дополнительный вокал для этого трека. Используются сэмплы треков «Smoking Gun (Acapella Version)» (Magnolia Shorty) и «Lollipop» (Lil Wayne) и трек заканчивается звуком из эпизода «Champagne Papi» из телевизионного сериала «Атланта».
Песня «In My Feelings» получила положительные отзывы музыкальных критиков и интернет-изданий: The Fader, The Hollywood Reporter, Time,
Pop Buzz.

## Коммерческий успех
В США песня Дрейка дебютировала 14 июля на позиции № 6, а спустя неделю оказалась на первом месте хит-парада Hot 100 и это третий за год чарттоппер после предыдущих «God’s Plan» и «Nice for What». Он также стал 6-м чарттоппером для Дрейка, включая четыре, где он был ведущим исполнителем.
В издании от 28 июля 2018 года, сообщалось, что «In My Feelings» (оставаясь вторую неделю на № 1) побила рекорд по числу стриминговых потоков за одну неделю (116,2 млн streams), ранее 5 лет принадлежавший песне «Harlem Shake» группы Baauer (103,1 млн, 2 марта 2013 года).

## Музыкальное видео
Музыкальное видео было снято 23 июля 2018 года в Новом Орлеане. Режиссёром видеоклипа стала Karena Evans, которая работала и над прошлыми клипами к песням «God’s Plan», «Nice for What» и «I'm Upset».
Премьера музыкального видео прошла 2 августа 2018 года через аккаунт Дрейка на канале YouTube. В нём снимались актрисы Ла Ла Энтони и Филисия Рашад, комик Shiggy и другие.

## Чарты

### Еженедельные чарты
| Чарт (2018)                           | Наивысшая позиция |
| ------------------------------------- | ----------------- |
| Австралия (ARIA)                      | 1                 |
| Австрия (Ö3 Austria Top 40)           | 3                 |
| Бельгия/Фландрия (Ultratop 50)        | 7                 |
| Бельгия/Валлония (Ultratop 50)        | 26                |
| Канада (Billboard Canadian Hot 100)   | 1                 |
| Чехия (Singles Digitál Top 100)       | 5                 |
| Дания (Tracklisten)                   | 1                 |
| Финляндия (Suomen virallinen lista)   | 3                 |
| Франция (SNEP)                        | 3                 |
| Германия (GfK)                        | 4                 |
| Греция (IFPI)                         | 1                 |
| Венгрия (Single Top 40)               | 2                 |
| Венгрия (Stream Top 40)               | 2                 |
| Ирландия (IRMA)                       | 2                 |
| Италия (FIMI)                         | 7                 |
| Япония (Billboard Japan Hot 100)      | 89                |
| Ливан (Lebanese Top 20)               | 1                 |
| Новая Зеландия (Recorded Music NZ)    | 1                 |
| Нидерланды (Dutch Top 40)             | 5                 |
| Нидерланды (Single Top 100)           | 2                 |
| Норвегия (VG-lista)                   | 3                 |
| Португалия (AFP)                      | 1                 |
| Шотландия (OCC Scotland)              | 2                 |
| Словакия (Singles Digitál Top 100)    | 1                 |
| Испания (PROMUSICAE)                  | 8                 |
| Швеция (Sverigetopplistan)            | 1                 |
| Швейцария (Schweizer Hitparade)       | 2                 |
| Великобритания (OCC UK Singles)       | 1                 |
| Великобритания (OCC UK Hip Hop/R&B)   | 1                 |
| США (Billboard Hot 100)               | 1                 |
| США (Billboard Dance Club Songs)      | 37                |
| США (Billboard Hot R&B/Hip-Hop Songs) | 1                 |
| США (Billboard Pop Airplay)           | 13                |
| США (Billboard Rhythmic)              | 1                 |

## Сертификации
| Регион                                                       | Сертификация  | Продажи   |
| ------------------------------------------------------------ | ------------- | --------- |
| Новая Зеландия (RMNZ)                                        | Платиновый    | 30 000    |
| Великобритания (BPI)                                         | 2× Платиновый | 1 200 000 |
| * Данные о продажах приведены только на основе сертификации. |               |           |